# I Love Belarus
«I Love Belarus» (укр. «Я люблю Білорусь») — пісня, з якою білоруська співачка Анастасія Віннікова представляла Білорусь на пісенному конкурсі Євробачення 2011. Пісня була виконана в другому півфіналі, 12 травня, але до фіналу не пройшла .